# Mons Huygens

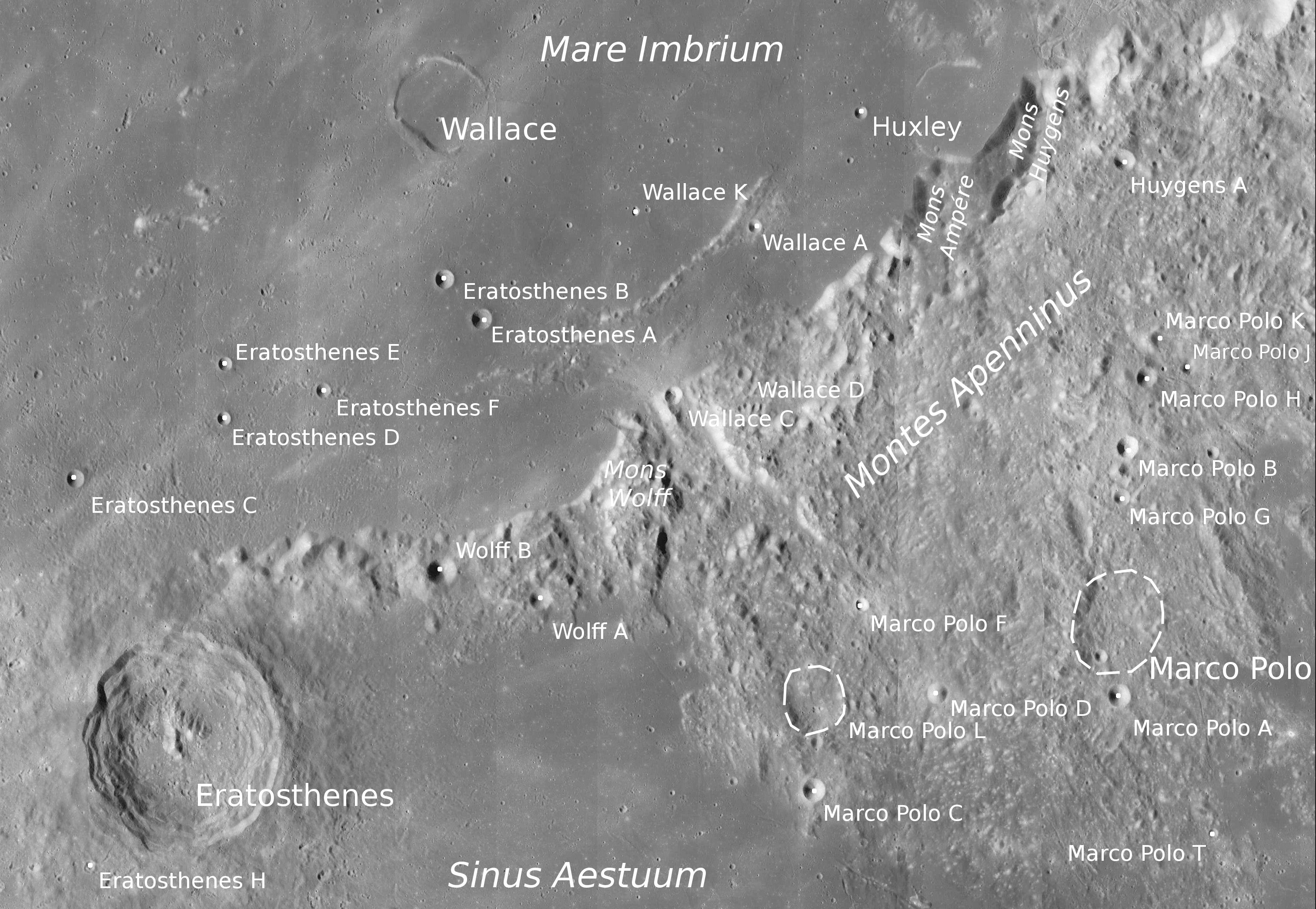
Poloha Mons Huygens (na snímku vpravo nahoře)

Mons Huygens je hora v pohoří Montes Apenninus (Apeniny) na přivrácené straně Měsíce. Je vysoká 5 400 m a má průměr základny 42 km. Střední selenografické souřadnice jsou 19,9° S a 2,8° Z.
Sousedním horským masivem ležícím jihozápadně je cca 3 000 m vysoký Mons Ampère.

## Název
Hora je pojmenována podle nizozemského astronoma, fyzika a matematika Christiaana Huygense.